# 대한민국 민법 제362조
대한민국 민법 제362조는 저당물의 보충에 대한 민법 물권법 조문이다.

## 조문
제362조(저당물의 보충) 저당권설정자의 책임있는 사유로 인하여 저당물의 가액이 현저히 감소된 때에는 저당권자는 저당권설정자에 대하여 그 원상회복 또는 상당한 담보제공을 청구할 수 있다.

第362條(抵當物의 補充) 抵當權設定者의 責任있는 事由로 因하여 抵當物의 價額이 顯著히 減少된 때에는 抵當權者는 抵當權設定者에 對하여 그 原狀回復 또는 相當한 擔保提供을 請求할 수 있다.